# Masters de Hamburgo 1998
El Abierto de Hamburgo de 1998 fue un torneo de tenis jugado sobre tierra batida, que fue parte de las Masters Series. Tuvo lugar en Hamburgo, Alemania, desde el 4 de mayo hasta el 11 de mayo de 1998.

## Campeones

### Individuales
Albert Costa vence a  Àlex Corretja, 6–2, 6–0, 1–0 (retired)

### Dobles
Donald Johnson /  Francisco Montana vencen a  David Adams /  Brett Steven, 6–4, 6–4